# Boxe nos Jogos Pan-Americanos de 1975
As competições de boxe nos Jogos Pan-Americanos de 1975 foram realizadas na Cidade do México, México. Esta foi a sétima edição do esporte nos Jogos Pan-Americanos, tendo sido disputado apenas entre os homens.

## Medalhistas
| Evento                           | Ouro              | Prata            | Bronze                                      |
| -------------------------------- | ----------------- | ---------------- | ------------------------------------------- |
| Peso mosca-ligeiro detalhes      | Jorge Hernández   | Miguel Mercedes  | Reinaldo Becerra Arturo Urruzquieta         |
| Peso mosca detalhes              | Ramon Duvalon     | Victor Vinuesa   | Roberto Espinosa Alfredo Pérez              |
| Peso galo detalhes               | Orlando Martínez  | Bernard Taylor   | Alejandro Silva Angel Pacheco               |
| Peso pena detalhes               | Davey Armstrong   | Genovefo Grinan  | Hugo Rengifo Carlos Calderón                |
| Peso leve detalhes               | Chris Clarke      | Aaron Pryor      | Odalis Perez Luis Echaide                   |
| Peso meio-médio-ligeiro detalhes | Sugar Ray Leonard | Victor Corona    | Jesus Navas Jesus Marte                     |
| Peso meio-médio detalhes         | Clinton Jackson   | Kenny Bristol    | Pedro Gamarro Emilio Correa                 |
| Peso médio-ligeiro detalhes      | Rolando Garbey    | Michael Prevost  | Alfredo Lemus Charles Walker                |
| Peso médio detalhes              | Alejandro Montoya | Fernando Martins | Nicolas Arredondo Ildefonso Nicaragua Gomez |
| Peso meio-pesado detalhes        | Rene Pedroso      | Leon Spinks      | João Batista Juan Suarez                    |
| Peso pesado detalhes             | Teófilo Stevenson | Michael Dokes    | Trevor Berbick Jair de Campos               |

## Quadro de medalhas
| Posiçào | Nação                    |    |    |    | Total |
| ------- | ------------------------ | -- | -- | -- | ----- |
| 1       | CUB Cuba                 | 7  | 2  | 2  | 11    |
| 2       | USA Estados Unidos       | 3  | 4  | 1  | 8     |
| 3       | CAN Canadá               | 1  | 1  | 0  | 2     |
| 4       | BRA Brasil               | 0  | 1  | 2  | 3     |
| 5       | DOM República Dominicana | 0  | 1  | 1  | 2     |
| 6       | ECU Equador              | 0  | 1  | 0  | 1     |
|         | GUY Guiana               | 0  | 1  | 0  | 1     |
| 8       | VEN Venezuela            | 0  | 0  | 8  | 8     |
| 9       | MEX México               | 0  | 0  | 2  | 2     |
|         | PUR Porto Rico           | 0  | 0  | 2  | 2     |
| 11      | ARG Argentina            | 0  | 0  | 1  | 1     |
|         | ESA El Salvador          | 0  | 0  | 1  | 1     |
|         | JAM Jamaica              | 0  | 0  | 1  | 1     |
|         | NCA Nicarágua            | 0  | 0  | 1  | 1     |
| Total   | Total                    | 11 | 11 | 22 | 44    |